# عذرا جعفری
عُذرا جعفری زادهٔ ۱۹۷۸ (میلادی) یک سیاستمدار و اولین شهردار زن در افغانستان است. او در ۲۷ جدی/دی ۱۳۸۷ به صفت شهردار نیلی که مرکز ولایت دایکندی افغانستان است منصوب شد. عذرا جعفری همچنین یک نویسنده است و تاکنون دو کتاب منتشر کرده‌است. او به گروه قومی هزاره تعلق دارد.

## زندگی شخصی
عذرا جعفری تحصیلات دبیرستان خود را در ایران تکمیل کرد، وی در آن زمان به عنوان یک پناهنده در ایران زندگی می‌کرد و پس از بازگشت به افغانستان تحصیلاتش را در مدرسه مامایی در کابل ادامه داد. پس از کنار رفتن طالبان در اواخر سال ۲۰۰۱ و ایجاد حکومت جدید به ریاست حامد کرزی که مورد حمایت جامعه جهانی قرار داشت به افغانستان برگشت و در گردهمایی بزرگ اضطراری و جرگه امن منطقه ای در سال ۲۰۰۷ نیز حضور داشت.
او یک دختر دارد که در سال ۲۰۰۵ به دنیا آمده‌است.

## حرفه
عذرا جعفری در سال ۱۹۹۸ سردبیر مجله فرهنگی اجتماعی «فرهنگ» افغانستان بود. او بعدها درحالی‌که به عنوان مسئول در مرکز فرهنگی پناهندگان مشغول به کار بود برای پناهندگان افغان ساکن ایران یک مدرسه ابتدایی تأسیس کرد. در سال ۲۰۰۱ جعفری به لویه جرگه در شهر کابل پیوست. در ماه دسامبر ۲۰۰۸، او به عنوان اولین و تنها زن شهردار افغانستان منصوب شد. او به عنوان شهردار شهر نیلی منصوب شد.

## انتشارات
عذرا جعفری نویسنده هم است و از زمانی که به افغانستان برگشته دو کتاب نوشته‌است. او در نوشتن اولین کتاب «ایجاد قانون اساسی جدید افغانستان» که در سال ۲۰۰۳ منتشر شد، و در مورد سیستم سیاسی و فرآیندهای آن در افغانستان است، مشارکت داشت. کتاب دوم که در مورد قانون استخدام و حقوق زنان افغان در بازار کار صحبت می‌کند، «من یک زن کارگرم» نام دارد. عذرا جعفری این کتاب را که در سال ۲۰۰۸ منتشر شد، به تنهایی نوشته‌است.

## جوایز
عذرا جعفری برای کار و تعهد خود به توسعه اجتماعی «جایزه یادبود میتو» را از شورای ملی هنرهای پاکستان دریافت کرده‌است.